# Confederación iroquesa
La Confederación Iroquesa fue una confederación de cinco (después seis) tribus: Los mohawk, oneida, onondaga, cayuga, seneca y (desde 1722) tuscarora. También era llamada Liga de las Cinco Naciones y después de las Seis Naciones.
Su capital, Onondaga, estaba ubicada en el estado de Nueva York, cambiando de posición con el tiempo. Estaba en territorios de la tribu homónima.

## Etimología

Bandera de la Confederación.

Se llamaban a sí mismos nadowa (anglicanización: Nottoway) y el nombre que recibieron de los europeos proviene del algonquino irok-ois o de irinakhoiw, «real unión», este fue adoptado por los franceses y se hizo el más popular. También adoptaron el nombre de Haudenosaunee o Hodinonhsioni, traducido como «pueblo de las casas grandes». Otro nombre era Ongwanonhsioni, o «constructores de casas grandes».

## Interpretación histórica
La kaianerekowa o «Gran Ley de la Paz», se transmitía a través del uso oral del wampum y era un complejo sistema de balances entre sexos y tribus. Faltaría al menos un siglo para que fuera llevada a escrito por ingleses. Regulaba un sistema de gobierno basado en consejos de representantes de la población, considerado por algunos el más antiguo del mundo después del Althing de Islandia. Ha sido usada de ejemplo de democracia, constitucionalismo e igualdad entre hombres y mujeres. Según algunos historiadores inspiró a los revolucionarios estadounidenses, especialmente a Benjamin Franklin, que en 1736 publicó un estudio para el entendimiento entre británicos e iroqueses y, posteriormente, en 1750 conoció de cerca a la Liga mientras participaba en negociaciones de paz. Sin embargo, otros objetan como una exageración la supuesta influencia, ya que consideran que los sistemas de gobierno nacidos en las Trece Colonias provienen del legado greco-romano.
Por último, historiadores como Howard Zinn sostienen que es un ejemplo de democracia directa y asambleísmo. Se sabe que la Confederación sirvió de base para la organización político-social de los cheroqui y hurones.

## Organización política
Cada tribu se componía de varios clanes: los mohawk y oneida de tres cada uno, los cayuga de diez, y los onondaga y seneca de nueve cada una. Cada clan era gobernado a través de un consejo donde votaban todos los hombres y mujeres adultos; estos elegían a los sachem, jefes en tiempos de paz, con fuerte autoridad moral pero sin capacidad coercitiva; y los caudillos para los tiempos de guerra pero que solo tenían autoridad para dirigir las campañas. También se les consideraban jefe y «sub-jefe» o «jefe guerrero» (algunos clanes solo elegían jefes). Los hijos de un hombre elegido no podían ser elegidos por ser miembros del clan de la madre y solo se podía ser jefe del clan propio, usualmente los cargos se transmitían del sachem a su hermano o sobrino. Sachem y caudillos podían ser depuestos si el consejo lo decidía y debían responder ante las ancianas del clan por sus decisiones. A inicios del siglo XIX, los blancos que convivieron con los iroqueses detectaron frecuentes conflictos entre los sachem (cargos por entonces hereditarios) y caudillos (hombres que llegaron al liderazgo demostrando su valía como dirigentes militares).
Los nombramientos de estos jefes debían contar con el apoyo de otros clanes de la misma fratría (hermandad). Todos los clanes de cada tribu se agrupaban en fratrías de primera y segunda categoría. Así, en los consejos tribales se incluían a los jefes de paz y guerra de cada clan, más los representantes de cada fratría. En estas reuniones se resolvían las cuestiones que atañían a toda la tribu y los asuntos más delicados que exigían unanimidad, como hacer la paz, declarar la guerra o recibir embajadores. Todos los asistentes, hombres o mujeres, podían hablar si querían. Los jefes tenían el deber de proteger social y políticamente a su tribu, y podían vender sus tierras o decidir el traslado a otro sitio.
Los consejos de madres o ancianas de las tribus tenían gran poder. Según sus costumbres, se requería la aprobación de dos tercios de ellas para decidir, y podían vetar tratados de paz o declaraciones de guerra. Se reunían de forma separada a los consejos masculinos y solían usar a varones como mensajeros para informar de sus decisiones, o a féminas de oradoras y representantes ante sus contrapartes de hombres. Era frecuente que fueran mujeres quienes sugirieran en todos los consejos los temas a tratar. Los embajadores europeos solían malinterpretar la presencia de las mujeres en los consejos, por su herencia cultural las veían como simples ayudantes. Esta actitud se debía a que los iroqueses veían a las relaciones entre sexos como interdependencia y complementación, no eran iguales pues tenían sus propios deberes, derechos y responsabilidades, pero ninguno estaba en un lugar secundario. Se buscaba un equilibrio social, político, económico y cultural.
En asuntos internos las tribus eran autónomas y tenían iguales derechos, pero en cuestiones de la Confederación un consejo común de 50 sachem elegidos por sus clanes, aunque sólo este consejo podían autorizarlos a tomar sus cargos. Los candidatos eran seleccionados por la madre de cada clan y confirmados por los consejos del clan y de la tribu. Los cargos eran vitalicios a menos que los depusieran sus clanes o renunciaran voluntariamente. Si era depuesto, usualmente lo era por ir contra los designios de la madre de su clan o romper la Ley de la Gran Paz. Ceremonialmente se le quitaban los cuernos del ciervo que llevaba en su cabeza y simbolizaban su autoridad, retornando a la vida privada.
En las reuniones del consejo central cualquier asistente podía hablar pero solo los sachem votaban. Una elección sólo era legítima si era unánime a nivel de clanes y tribus. El consejo común no debe verse como un gobierno central que desarrollaba e implementaba políticas. Las decisiones políticas y diplomáticas eran tomadas a nivel local y se basaban en el consenso. Este se distribuía en 9 sachem mohawk, 9 oneida, 14 onondaga, 8 seneca y 10 cayuga. Esos números se basaban por la tradición. Los tuscarora no tuvieron representación en un inicio. El consejo común era precedido por un «primero entre iguales», cargo que solía ocupar un onondaga, tribu guardiana del fuego sagrado de la Confederación. No había un jefe de gobierno visible, aunque los asuntos militares tenían dos jefes supremos con iguales poderes y atribuciones.
Las mujeres con poder, gantowisa, no podían ser sachem, pero se reunían en un consejo de 49 madres de clan propio. Tenía la misma autoridad que su contraparte masculina. Las mujeres moderaban el poder de los hombres y viceversa, controlando mutuamente la toma de decisiones y el femenino siempre decidió quienes podían ser electos para el masculino. Ningún tratado era vinculante sin tener aprobación de tres cuartos de ambos consejos.
Los onondaga y tuscarora votaban por su cuenta, los oneida con los cayuga y los mohawk con los seneca. Los mohawk fueron nombrados guardianes de la «Puerta Oriental», los seneca de la «Puerta Occidental» y para los onondaga quedó reservada la posición central en el consejo común, como guardianes del fuego y en cuyo territorio estaba la capital. Los mohawk, seneca y onondaga eran llamados los «Hermanos mayores» y los oneida y cayuga los «Hermanos menores».

## Estructura social

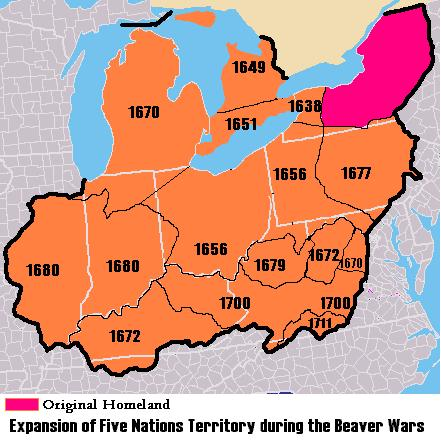
Expansión de los iroqueses durante la Guerra de los Castores.

La base de las Cinco Naciones eran las familiares nucleares agrupadas en gens o clanes de descendientes de un mismo antecesor por línea materna (se era miembro del clan materno, no paterno).
Era una sociedad matrilocal, las parejas casadas vivían con la familia de la esposa. Sus famosas casas comunales solían agrupar a hermanas, sus esposos e hijos, sus hermanos solteros y a una mujer anciana dirigiendo, usualmente su madre o abuela. Era la familia de la madre la que ejercía mayor influencia en la crianza de los niños, tanto que muchas veces los jóvenes veían como figura de autoridad a un tío materno o algún primo de su madre. Este matrilinaje y matrilocalidad no fueron eliminados por los jesuitas, que introdujeron nociones más patriarcales, propias de la sociedad europea.
Las mujeres tenían derecho a viajar solas o sin parientes masculinos largas distancias para comerciar aunque era peligroso. Muchas se volvieron importantes negociadoras políticas. Esto también les permitía buscar y acordar sus matrimonios con sus esposos y sus familias (lo que llamó la atención de los jesuitas). Estaba prohibido casarse con miembros del mismo clan materno (exogamia), no importaba si era de la misma fratría. Un divorcio usualmente acababa con el esposo tomando sus posesiones personales y marchándose con su familia. Ambas partes solían acordarlo cuando lo creían necesario. Practicaban el aborto para el control de natalidad.
Ofender al miembro de un clan equivalía a ganar la animadversión completa de sus parientes. Vivían en villas semipermanentes donde las mujeres cultivaban maíz hasta que el suelo se agotaba, entonces se trasladaban (usualmente cada dos décadas). Los hombres trabajaban fuera de la villa y rara vez se veían en el día. Fabricaban herramientas, curtían pieles, limpiaban las tierras de cultivo (que sus esposas plantaban después) y cosechaban.

## Demografía
Tradicionalmente se ha estimado la población de los iroqueses en 1660 en 2 500 mohawk, 5 000 seneca y 1 500 para cada una de las demás (cayuga, oneida y onondaga).

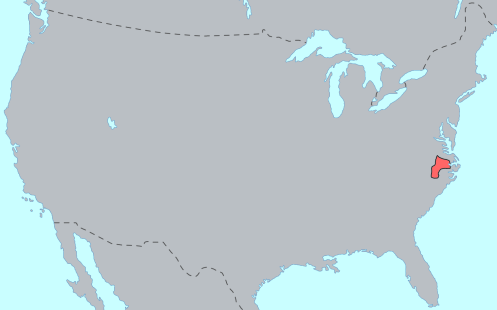
Territorio original de los tuscarora. Fueron expulsados de sus tierras tras su derrota en la Guerra Tuscarora (22 de septiembre de 1711-8 de junio de 1713). En consecuencia, desapareció toda resistencia indígena a la expansión británica en Carolina del Norte hasta la Guerra Cheroqui, y los tuscarora se incorporaron a la Haudenosaunee.

Los tuscarora se unen en 1722 gracias a la intervención oneida, que contaban con 7 clanes. Fueron responsabilidad de los oneida, e instalaron su villa entre estos y los onondaga. Aportaron 1 500 a 2 000 almas a la Liga, pero su aporte fue insuficiente para compensar las pérdidas causadas por las deserciones de 2 000 mohawk y oneida que fueron a Caughnawaga (misión jesuita Sault Saint-Louis) en 1666, pero en 1693 migran a Canadá; o los 1 000 mingo (cazadores seneca y cayuga mestizados con neutrales, hurones y erie) que migraron sin permiso a Ohio en 1730-1740, se mezclaron con lenape y shawnee y mantuvieron independientes. Después se llamaron los seneca de Sandusky a fines del XVIII, sumándoseles cayuga que habían vendido sus tierras y wyandot y lenape dispersados por la guerra. Por el Indian Removal Act, los wyandot de Ohio y los seneca de Sandusky fueron trasladados a la actual Kansas en 1832. Nuevas migraciones se produjeron en 1774, cuando las milicias virginianas atacaron a los iroqueses, ganando una breve guerra y obligando a muchos seneca y cayuga a refugiarse con los shawnee, lenape y mingo.
Durante la revolución estadounidense la Confederación intento mantenerse neutral, pues había facciones muy fuertes a favor de ambos bandos (mohawk a la cabeza de los lealistas y oneida de los revolucionarios) y no se deseaba un conflicto interno. En 1777 los principales jefes garantes de la paz (todos onondaga, centro de las Seis Naciones) murieron en una epidemia y ambas facciones empezaron a apoderarse de territorios de Iroquia. Los tuscarora siguieron a los oneida y los seneca y cayuga a los mohawk. Los onondaga se dividieron en neutrales, lealistas y rebeldes. Se inicia una guerra civil que permite a los estadounidenses enviar una devastadora expedición de castigo a sus tierras en 1779. Los indios se retiran para evitar el combate pero sus cultivos y pueblos son quemados. Después de eso, los iroqueses huyen a miserables campamentos de refugiados en los extremos este y oeste de sus territorios, donde los aliados de cada bando les daban protección. Para 1783 habían perdido parte importante de su población por hambre, enfermedades, la guerra civil y la desintegración de su Confederación. Muchos huyeron a tierras en Canadá que los ingleses les ofrecieron en compensación por apoyarlos en la derrota. Otros se quedaron y se mostraron indómitos a los revolucionarios por algunos años más.
Finalmente, la población iroquesa se estabilizó en torno a los 10 000 individuos, un quinto guerreros, manteniéndose así durante gran parte del siglo XVIII. Específicamente, en 1763 serían alrededor de 5250 senecas, 1250 oneidas, 1000 cayugas, 800 mohawks, 750 onondagas y 700 tuscaroras. Cifra importante en comparación con otras grandes etnias (Cinco Tribus Civilizadas) durante dicha centuria los cheroqui eran alrededor de doce a catorce mil gentes, aunque algunos padrones hablan de veinte millares (cuatro a seis mil lanzas), los chickasaw apenas dos a seis mil, los choctaw quince a veinte mil, los muskogui y seminolas veinte mil (seis mil lanzas), y los sioux entre doce mil y veinticuatro mil (tres mil o cuatro mil guerreros).
En 1940, la población de las Seis Naciones en Canadá y Estados Unidos bordeaba los setenta mil indios. Los mohawks eran unos 35 000, los oneidas 16 000, los senecas 9 100, los cayugas 3 500, los onondagas 2 000 y los tuscaroras 1 400 aproximadamente. En 1991 el lingüista M. Dale Kinkade (1933-2004) estimaba que había sólo 10 000 mohawk (3 000 hablantes de su lengua), 7 000 oneida (250 hablantes), 1 500 onondaga (150-200 hablantes), 3 000 cayuga (370 hablantes), 8 000 seneca (25 hablantes) y 1 000 tuscarora (30 hablantes). No entrega datos sobre los seneca y cayuga que fueron llevados de Sandusky a Oklahoma, pero menciona que el último hablante murió a inicios de esa década. Actualmente, la población iroquesa en EEUU, según el censo de 2010, sumaba 42 461 sin mezcla y 38 541 con mezcla con cualquier otra raza. En total 81.002 descendientes. En el censo anterior, del 2000, serían 80 822 en total y 45 217 sin mestizaje. En Canadá habría otros 45 000 aproximadamente, según cifras de 1995. Alrededor de 125 000 almas.
Estimación de la evolución demográfica de las Seis Naciones entre 1620 y 1763 basándose en un rango de 4 personas por cada guerrero de Richter:
| Tribu                        | 1620   | 1677 | 1689   | 1697 | 1721 | 1746 | 1763 |
| ---------------------------- | ------ | ---- | ------ | ---- | ---- | ---- | ---- |
| Mohawk                       | -      | 300  | 270    | 110  | 160  | 100  | 160  |
| Oneida                       | -      | 200  | 180    | 70   | 200  | 100  | 250  |
| Tuscarora                    | -      | -    | -      | -    | -    | 150  | 140  |
| Onondaga                     | -      | 350  | 500    | 250  | 250  | 200  | 150  |
| Cayuga                       | -      | 300  | 300    | 200  | 130  | 500  | 200  |
| Seneca                       | -      | 1000 | 1300   | 600  | 700  | 700  | 1050 |
| Mingo                        |        |      | -      | -    | -    | -    | 40   |
| Refugiados con los iroqueses | -      | -    | -      | -    | -    | -    | 280  |
| Total guerreros              | +6250  | 2150 | 2550   | 1230 | 1440 | 1750 | 2270 |
| Total población              | 25 000 | 8600 | 10 200 | 4920 | 5760 | 7000 | 9080 |

## Historia

### Fundación
La fecha en que se formó se desconoce, pero se suele estimar entre 1400 y 1600. Cuando el explorador francés Samuel de Champlain estuvo en Nueva Francia en 1622, supo que la Liga estaba en guerra con los hurones y algonquinos desde hacía medio siglo, así que la Confederación debió formarse al menos en 1570 según sus cálculos, fecha ampliamente aceptada. En cambio, los arqueólogos consideran que debió suceder antes del arribo de Cristóbal Colón. Algunos historiadores han propuesto que sucedió en torno a 1142, año en que un eclipse solar se vio en todo el territorio de los senecas, dicho fenómeno es el que mejor encajaría con el sucedido al fundarse la Liga, según relata la tradición oral, y algunos linajes retroceden aún más, hasta 1090.
Según las leyendas, una anciana abandonó su villa con su hija para vivir en paz. En el bosque la joven quedó encinta sin conocer varón y así nació Deganawida, que después fue conocido como el Gran Pacificador. La abuela tuvo una visión del Creador anunciando que su nieto traería el final de su pueblo, los hurones, así que intentó matarlo varias veces en la infancia pero fuerzas sobrenaturales lo protegieron. Al crecer se marchó y se encontró con Jigonhsasee, una mujer sabia que daba comida y refugio a guerreros heridos de todas las tribus y le convenció para hablar de paz con ellos. Después Deganawida viajó con los mohawk, que lo adoptaron por su sabiduría. Entre estos conoció a Hiawatha, un jefe guerrero de los onondaga, que intento tres veces convencer a su tribu de buscar cómo acabar con la guerra endémica interminable. Pero un brujo maldito, Tadadaho, uso sus artes para atacarlo y matar a sus dos hijas y su esposa, una por cada intento. Hiawatha no intento vengarse, se fue con los mohawk y ahí conoció a Deganawida. Juntos convencieron a esa tribu de buscar la paz. Después fueron con los oneida, que demoraron un año en ser convencidos de unirse al proyecto. Más tarde siguieron con los onondaga, pero estos eran controlados por Tadadaho y se negaron, así que fueron con los cayuga y obtuvieron un mejor resultado. Después sumaron a los seneca mediante el canto de un himno. Finalmente, volvieron con Tadadaho y mediante las pócimas de Jigonhsasee lo libraron de su maldición y éste aceptó que los onondaga se sumaran a la Liga.

### Primeros contactos

Mapa de las tribus iroquesas alrededor de 1630. Aparecen asimismo los wenro, tradicionales enemigos que fueron vencidos y absorbidos ese mismo siglo.

El primer blanco que los visitó fue el francés Jacques Cartier, quien en 1534 llegó al campamento de Stadakoné y secuestró a los dos hijos del jefe para llevárselos a Francia. En 1535 los devolvió y llegó hasta la villa mohawk de Hochelaga, a la que puso el nombre de La Chine. También fue el primero en llevar las enfermedades, en enrolar indios a la fuerza y en llevar una conducta violenta. En agosto de 1541, una expedición francesa con 500 colonos que buscaba conquistar el territorio, se vio obligada a establecer una colonia fortificada debido a la resistencia de los Iroqueses, el fuerte se llamó Charlesbourg-Royal, en el sitio del actual distrito de Cap-Rouge en Quebec. Un segundo fuerte fue construido sobre un acantilado que dominaba la colonia, para mejorar su protección. Cuando Cartier regresó a Quebec se encontró a la colonia luchando contra los iroqueses por su supervivencia. En junio de 1542 llegaron 3 barcos franceses con 200 colonos más. Al trascurso de un año la colonia se vio frustrada en sus intentos de conquista sobre todo por la hostilidad de los nativos iroqueses que con sus continuos ataques llevaban a los colonos a la desesperación, lo que hace que a finales de 1543 los franceses decidan escapar del asedio Iroqués y volver a Francia. La ubicación precisa de esa colonia fue un misterio para los historiadores debido a que fue destruida por los iroqueses, hasta el descubrimiento por los arqueólogos de sus restos en 2006, incluido un plato que probablemente perteneció a sieur de Roberval, segundo gobernador de la Nueva Francia.
Cuando los franceses volvieron en 1603 Champlain llegó a Hochelaga y Stadakoné las encontró vacías, y los iroqueses habían desaparecido, producto de una guerra iroquesa-algonquina que había ocurrido en el ínterin. Algunos Algonquinos dicen que vivieron en paz con los iroqueses en Hochelaga e incluso pueden haber absorbido a algunos de ellos. La versión iroquesa es significativamente diferente y habla de un tiempo anterior antes de que se unieran bajo la Liga Iroquesa cuando los Algonquinos dominaban a los iroqueses mal divididos y los obligaban a pagar tributo. Esta situación cambió con la formación de la Liga, y después de 50 años de guerra, los iroqueses habían expulsado a los Adirondack y sus aliados de las montañas Adirondack y el valle superior del Hudson. 
En 1609 y 1615 fueron atacados por Champlain con ayuda de los hurones, montagnais y ottawas, y 200 mohawk fueron muertos a tiros, por lo que se volvieron a enemistar con los franceses y desde entonces buscaron la ayuda de los holandeses primero (1644) y luego de los británicos, que les cambiaban pieles de castor por armas de fuego. Así, los mohawk ayudaron a los europeos a exterminar los pequots fugitivos de Sassacus, al mismo tiempo que desplazaron a los mohicanos al río Hudson y sometieron a los munsee. Estando así las cosas, en 1656 el jesuita francés René Menard visitó a los cayuga, pues desde 1640 existía una misión en Kahnawake. En esa época, las principales villas seneca eran Kandagaio (St. Jacques, Nueva York), Sonnontouan o Tiohihakton (Conception, Nueva York), Gandougarae (St. Michel) para presos hurones y Gandachiragon (St. Jean) con presos neutrales, destruidas entre 1655 y 1687 por J.R. Brésay, marqués de Denonville. Las principales villas mohawk se encontraban en las actuales Saratoga, Ticonderoga, Canajoharie y Oreonta, que sumaban unas 180 casas y 500 familias. Con tal de no decaer demográficamente, en 1640 decidieron incorporar en masa a sus enemigos, los hurones (unos 10 000) para fundirse en un solo pueblo de buenas a primeras, diplomáticamente. De 1642 a 1653 declararon las Guerras de los Castores a los hurones con el fin de ampliar el comercio de pieles, y acabaron con el exterminio tanto del castor como de la mayor parte de los hurones y de las pequeñas tribus iroquesas de los Grandes Lagos; entonces contaban con 16 000 guerreros, y en 1643 los mohawk bloquearon el pasillo comercial hacia Montreal. 
Además, el comercio de pieles con los holandeses provocaría un desastre ecológico sin precedentes en el área, pues entre 1648 y 1649 los iroqueses invadieron territorio hurón porque en el suyo ya los habían exterminado. En marzo de 1649, mil guerreros mohawk se dirigieron a Saint Ignace y Saint Louis, pueblos de los hurones cristianizados, y quemaron al sacerdote Jean Le Brebeuf. La subsiguiente desbandada de los hurones provocó que parte de ellos se uniera a los iroqueses.
En 1644 el rey francés Luis XIV ordenó su exterminio, pero la orden no fue demasiado efectiva. El mismo año renovaron el pacto o Wampum de dos hileras, que habían firmado con los holandeses, con la Gran Bretaña. Cuando en 1687 los franceses atacaron y destruyeron los campos séneca en Niágara, se vengaron destruyendo las fortificaciones y colonias al oeste de Montreal. Mantuvieron mucha diplomacia con un lenguaje muy metafórico, con expresiones como enterrar el hacha de guerra, o cadena de la amistad (símbolo de la fortaleza de los vínculos).

### Las guerras con los europeos
Aquello hizo que en 1687 el gobernador de Nueva York, Thomas Dongan, los reconociese como principal muro de contención entre las posesiones inglesas y francesas. En 1696 los franceses destruyeron la ciudad Oneida, y entonces se dividieron en dos grupos, oneida (Castillo de arriba) y canawaroghere (Cráneo en un palo), y aceptaron a los jesuitas de la misión de San Francisco Javier. 
Por su parte, en 1667 a 1675 los cayugas, que tenían 300 guerreros y estaban muy mezclados con hurones y prisioneros sioux, se enfrentaron en una guerra a los conestogas o andastes, y en 1688 firmaron una declaración de neutralidad entre franceses e ingleses. 
En 1708 los tuscaroras eran unos 15 ciudades y 1.200 guerreros, posiblemente unas 6.000 personas, una gran potencia en la zona. Lucharon contra los colonos desde 1711 por el rapto de mujeres, pero fueron vencidos por una alianza de los blancos con los muskogees, cherokees y catawbas al coste de 400 guerreros muertos y 1.000 esclavizados (quizás otros dos millares murieron de forma "colateral"). En 1713 1.000 a 1.500 huyeron a Virginia aceptando incluso pagar tributos al gobierno colonial pero al final la mayoría emigró a Carolina del Norte. Otro grupo de 1500 a 2000 se trasladaron al Susquehanna (Pensilvania) y a Birghampton, cerca de los oneida, pero se cristianizaron y abandonaron buena parte de las costumbres ancestrales, al tiempo que se hacían herraderos. En 1722 fueron adoptados por la Confederación como la sexta nación iroquesa, y entre 1742 a 1756 admitieron bajo su protección a los delawares. En 1737 su caudillo Kanickhungo pactó con William Penn y les cedió parte de las tierras de Pensilvania.

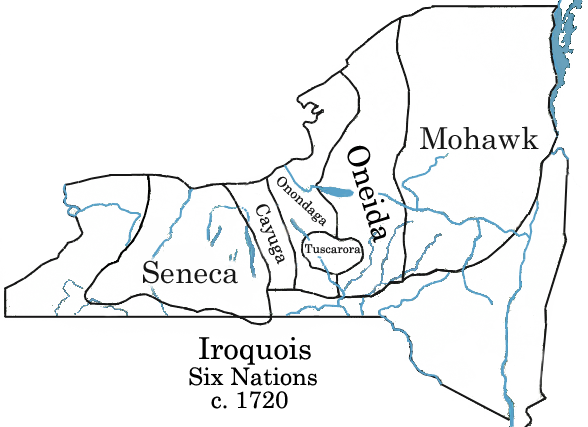
Mapa de las tribus iroquesas alrededor de 1720.

El pacto fue renovado en 1742 con Canassatego, sachem onondaga, que no les cedió, no obstante, la propiedad en exclusiva, y se quejó al gobernador de Pensilvania del robo de las tierras. Canassatego representó a las Seis Naciones en el Tratado de Lancaster (Pensilvania) del 4 de julio de 1744 con Pensilvania, Virginia y Maryland, donde se quejó del hecho de que tenían más peso los documentos de los blancos que los derechos históricos de los indios, y así consiguió 1.100 libres de mercaderías a cambio del territorio subyugado, pero no suyo, y que contuviesen a los colonizadores; influyó mucho en Benjamin Franklin a la hora de redactar la Constitución, incluso el símbolo del águila y el fajo de flechas (eran 5 y no 12). Pero en este tratado no había ningún representante mohawk, guerreros en constante contacto con los franceses y más expuestos a las enfermedades y a las invasiones. Muchos abandonarían el valle Mohawk y avanzaron hacia Saint Laurent, en la actual Kahnawake, agrupados en una misión católica, con un pie a cada lado del río.
En 1750 murió Canassatego, y fue substituido como negociador por el mohawk Thayanoge o Thoyanoguen (Hendrick Tejonihokarawa), quien en 1710 fue uno de los cuatro jefes mohawk que visitaron Londres y se entrevistaron con la reina Ana. En 1753 iría a Nueva York para quejarse al gobernador, el almirante George Clinton, de la exposición a los ataques franceses y de las usurpaciones y abusos de los colonizadores, pero no recibió una respuesta satisfactoria. Aun así, William Johnson lo convenció para que participase en el Congreso de Albany de 1754, y los mohawks cristianizados de la villa de Caughnawaga se mantuvieron bajo la órbita francesa.
En la Guerra de los Siete Años librada en América entre 1753 y 1763 (en Europa se libró desde 1756 y de ahí el nombre) los británicos eran dirigidos por el vanidoso y alcohólico Edward Braddock que sufrió una serie derrota en Pittsburg (1755) donde murió. Debido a esto el comando británico se vio criticado por el cabecilla oneida Scarouady mientras que el Thoyanoguen caía en Lake George. Fue entonces que la Corona inglesa creó un departamento para tratar los asuntos indios dividido en dos secciones.
En el norte, Johnson, amigo del muerto Thoyanoguen y esposo de la mohawk Molly Brant (hermana de Thayanandegea) seguía apoyando a los ingleses a pesar de sus derrotas. En 1758 los senecas destruyeron Fort Niagara y al año siguiente ayudaron a Jeffrey Amherst a tomar Ticonderoga y a James Wolfe a hacer lo mismo en Quebec. En octubre de 1760 los mohawk al mando de Kahnawake transportados en balsas cruzaron los rápidos de La Chine y tomaron Montreal. Pero Amherst, nuevo comandante militar tras la muerte de Wolfe, despreciaba a los indios y dejó de pagarles por lo que estos desertaron lo que solo contribuyó a la propaganda de Pontiac. Se produjo una crisis donde los involucrados solo podían buscar sobrevivir. El profeta delaware Neolin (El iluminado) y su discípulo Onondaga predicaron un mensaje del Gran Espíritu donde afirmaban haber viajado a la casa del creador donde aprendieron que los blancos eran culpables de todos los males de los indios y que les estaban arrebatando sus tierras. Un año después el cacique seneca Kaiaghshota envió un wampum rojo a Detroit instando a los delawares, ottawas, shawnees, potawatomis, hurones y chippewas a unirse a las Seis Naciones para expulsar a los ingleses del valle del río Ohio y los Grandes Lagos al tiempo que planeaba atacar en conjunto a Pontiac. Finalmente en 1763 este último se alzaría y morirían 2.000 colonos durante esa guerra.
La unidad militar dentro de la Confederación se rompió precisamente en ese año cuando los senecas y onondagas apoyaron a los rebeldes y el resto se mantuvo neutral. Para ese entonces contaban con 1.050 lanzas de los senecas, 160 mohawk y 500 mingos. Armhest envió entonces sábanas infectadas de viruela en Fort Pitt produciendo una peste que arrasó las tribus indias. En 1768 estas se vieron forzadas a firmar el Tratado de Fort Stanwix en el que cedían tierras del sur y del este, además que el valle de Mohawk quedaba ocupado por colonos escoceses. Johnson envió a Thayanandegea a la Universidad de Darmouth donde aprendió inglés, latín y griego. En 1775 visitaría Londres con Guy Johnson, sobrino de Williams, y selló un pacto de paz entre iroqueses e ingleses contra los rebeldes norteamericanos a cambio del arreglo en las cesiones de tierras.
Luego se rompió la unidad política de los iroqueses. Durante la Independencia de Estados Unidos (1770-1785) los mohawk, senecas y cayugas apoyaron a los británicos mientras que los oneidas, onondagas y tuscaroras a los rebeldes, en ambos casos usualmente actuaban como exploradores. En 1776 una peste de viruela diezmo a los onondagas y a sus sachem lo que fue aprovechado por los ingleses para celebrar un concejo en Oswego el año posterior donde consiguieron el apoyo de esta tribu pero tanto oneidas como senecas siguieron del lado de los revolucionarios. Por esta razón John Sullivan dirigió una campaña contra las tribus iroquesas que apoyaban a la Corona británica quemando 500 casas y muchas cosechas entre 1779 y 1780 mientras que Daniel Brodhead mataba numerosas mujeres y niños. 
En 1777 numerosos cayugas emigraron a Grand River o se refugiaron con los senecas en Ohio. Esto animo a las tribus a lanzar ataques con el propósito de aniquilar a los colonos de Nueva York, Ohio y Kentucky en 1781 pero al año siguiente los británicos cancelaron sorpresivamente sus operaciones bélicas. Los iroqueses, solos, tuvieron que volver a sus tierras, quedando definitivamente abandonados a su suerte con la firma del Tratado de París de 1783. Por su parte los mingo, iroqueses del curso superior del Ohio y aliados de los shawnees, se unieron en gran número a los wyandot en su migración a Kansas y al Territorio Indio pero en 1774 dirigidos por el francés John Logan (1725-1780) se enfrentaron a los colonos de Virginia Occidental (gobernada por John Murray, IV Conde de Dunmore) que habían destruido su casa y asesinado a su familia al mando del coronel Michael Cresap. 
Para pagar su deuda externa al finalizar la guerra los Estados Unidos abolieron la proclama de 1763 y en 1784 firmaron la Paz de Fort Stanwix para tratar de marchar una línea fronteriza entre blancos e indios. Los obligaron a ceder tierras y rehenes, a renunciar a toda reivindicación sobre Ohio, Pensilvania y el oeste de Nueva York; además un millar de mohawk marcharon con Joseph Brant a Canadá, incluso los oneidas y onondagas, forzados a firmar el Tratado de Fort Herkimer en 1785, se exiliaron en River Thames aunque muchos volvieron. Tras la muerte de Joseph en 1807 su gente tomo como líderes a John Norton (Teyoninhokarawen) hasta 1814 y luego a John Brant (Ahyouwaigha) hasta 1832, año en que murió.

### Tratados territoriales y política de reservas
Los tuscarora marcharon con los senecas a Johnson's Landing (Condado de Niágara, Nueva York) donde recibieron estos últimos en 1797 2,59 km² en el Valle de Genesee y 5,2 más gracias a Robert Morris.
En 1790 el predicador seneca Garyan Wahgah o Cornplanter (1740-1836) viajó a Filadelfia a renegociar y denunciar al Tratado de Fort Stanwix a George Washington aunque no apoyo la rebelión de Michikinikwa en Indiana y Ohio. Dos años después el orador seneca Sagoyewatha visitó la capital estadounidense donde reafirmó la independencia de la Confederación, pero lo obligaron a aceptar las fronteras de 1784 en una reunión en Buffalo Creek en junio de 1794. Así consiguen recuperar algunos territorios y una reparación de US$4.500; el comisionado Thimothy Pickering (Connisauti) intentó convencer a Joseph Brant para que volviera. También firmaron los tratados de Canandaigua ese año y de Greenville al siguiente por los que no tendrían más soberanía más allá del Misisipi lo que llevó a muchos indios a marchar a Oklahoma o Canadá. Pero también estableció una reserva de 6.100 acres para los onondagas. Los senecas, en cambio, firmaron el Tratado de Pickering (1794) de tierra a cambio de paz y no reclamar más tierra indígena.
En 1784 muchos senecas se fueron a Canadá y los que quedaron recibieron en 1797 las reservas de Tonawanda, Cattarauga y Alleghany, gobernadas por sachems. La aculturización provocó un alzamiento en el nivel de abortos y alcoholismo. Hacia 1799 el tío de Sagoyewatha, el hermanastro de Cornplanter y sachem seneca, Ganja Dieyi, que estaba enfermo y era alcohólico tuvo visiones y abandono su vicio. Entre ese año y 1815 adoptaron una religión nueva que se transmitía por un código llamado Gai'wiio que será compilado en cien páginas en 1905 en una versión transmitida a Gawasowaneh (Arthur C. Parker) por Sosondowa (Edward Conrplanter). En ésta se rechazaba el alcohol (one'ga), el aborto y la brujería, junto a tener una mezcla de elementos cristianos animaba a cuidar la tierra y a la construcción de casas, mantenía el calendario de rituales (como los festivales de las fresas, el espino, el maíz verde, el sacrificio del perro blanco, el Día de Acción de Gracias y el juego de la taza) y creía que Hanisse'ono (el maligno) vivía en Europa. Así se propicia que en 1850 se creara la religión de la Casa Comunal. Durante la década siguiente tenía cinco mil fieles, ochocientos de ellos eran senecas, en Nueva York, Ontario y Quebec divididos en diez agrupaciones locales más pequeñas. Desde 1805 además, se enviaron muchos misioneros y la Sociedad Misionera Evangélica de Massachusetts convocó en Búfalo pero Sagoyewatha los crítico por su actitud hipócrita. Sólo respetaron a los cuáqueros, mayoritarios entre los oneidas, gracias a los cuales recibieron una reserva de 65.000 acres en 1838 en Green Bay (Wisconsin).
Después de la Guerra de 1812 en la que los iroqueses canadienses pelearon con los británicos y los estadounidenses permanecieron neutrales el gobierno norteamericano intentó deportar a muchos iroqueses, pero como estos no estaban organizados como un Estado-Nación no fueron vistos como una amenaza y la idea al final se abandonó. En 1815 murió Ganja Dieyi después de entregar un mensaje al Concejo de la Confederación. El 22 de julio de 1814 los senecas habían acordado con los EEUU una alianza militar contra Gran Bretaña y el 29 de septiembre de 1817 las tierras senecas quedaron exentas de impuestos.
En 1832 un grupo de seneca y cayuga marcharía a Territorio Indio (Oklahoma). En 1804 los tuscarora habían recibido 4.328 acres del gobierno federal a cambio de renunciar a las tierras de Carolina del Norte. Por su parte, el jefe cayuga Waowawanoonk (Peter Wilson), afirmó en 1847 que la tierra de Ganon-o (Nueva York) era de la Confederación Iroquesa. En 1838 la Ogden Land Company compró tierra de los seneca por $200.000. John Blacksmith y Jimmy Johnson (nieto de Ganja Dieyi) de Towananda lucharon contra esto durante 15 años. Por eso en 1848 los seneca sufrieron un cisma.
Los de Towananda (unos 700) mantuvieron el sachem y fieles a la Unión, manteniendo la Casa Común, oficina central de la religión iroquesa, pero Alleghany y Cattarangus se proclamaron repúblicas con un Consejo de 18 miembros, en reacción contra la corrupción e incompetencia los caudillos hereditarios, y se proclamaron como Nación Seneca Independiente.
En 1851 el etnólogo Lewis H. Morgan, con ayuda del abogado seneca Ely Parker, compuso League of the Ho- de -no- sau - nee oro Iroquois, estudio sobre la Confederación, costumbres y orígenes. Y en 1880 J. Onasakenrat tradujo la Biblia. Ely Parker o Donehogawa ingeniero seneca originario de Towananda, de enero de 1869 en el verano de 1878 fue jefe del BIA, amigo personal del presidente Grant, quien nombró como agentes numerosos cuáqueros y dimitió por presiones de todo tipo. En cuanto a los que residían en Canadá, antes de la Constitución Canadiense de 1867 se reconocía una iroqués dividida en quince islotes dispersos, el de Grand River (el mohawk Brant), en la península de Niágara, tenía inicialmente 1.300 km² cedidos a las naciones aliadas, y Quinte Bay (mohawk). Había reproducido la Confederación con 50 sachems y un Fuego del Consejo guardado por onondaga. De esta manera, había dos confederaciones paralelas con relaciones poco definidas.
Brant, para recaudar dinero, había alquilado tierras a los blancos (parcelas en Grand River), pero el Dominion de 1867 los convirtió en cesiones irrevocables. Grand River quedaría reducido a 100 km² y 16.000 habitantes (1990), muchos de ellos trabajan fuera de la reserva, y la capital era Ohsweken, sede del parlamento iroqués. Por otra parte, cuando terminaron las guerras entre Gran Bretaña y los EEUU dejaron de ser útiles, e intentaron asimilarlos, todo confinando a los niños a escuelas misioneras y reduciendo las reservas. Los ofrecieron la ciudadanía canadiense, dinero y un lote de tierra a cambio de renunciar a ser miembros de su nación, y los mujeres tenían derecho a la liberación si se casaban con un blanco, pero entre 1876 y 1918 sólo unos 100 lo aceptaron.
El gobierno canadiense también aprobó una Indian Law que vuela sustituir los gobiernos indios por cuadrillas de concejales electos que se convertían marionetas del Departamento de Asuntos Indios, destituir a los jefes hereditarios y eliminaban la herencia matrilineal. En 1880 lo impusieron a Quinte Bay, pero cuando intentaron volver al sistema tradicional no les dejaron y enviaron una protesta formal a la Reina. En 1890 los dos establecimientos del Saint Laurent, Kahnawake, cerca Montreal, y Akwesasne, entre Montreal y Kingston, se quejaron de la jurisdicción canadiense en Kahnawake. En 1898 las madres de clan de Akwesasne escribieron una carta al gobernador donde protestaban por el sistema electoral.
En marzo de 1899 se produjeron enfrentamientos entre la policía montada y 200 mohawks durante las elecciones, denunciadas por el jefe electo de Akwesasne, Michael Mitchell. El uno de mayo los atacaron de nuevo y mataron al mohawk Jack Fire, al tiempo que siete cabezas más fueron encarcelados. Pero no pudieron imponer el gobierno en Grand River, aunque la facción de los dehorners, cristianos doctrinarios, considerados por Brian Miracle como cristianodemócratas, lo intentaron.

### Los iroqueses en elsigloXX
En 1912, los británicos convencieron a los Estados Unidos para pagar a los cayuga de Grand River las cesiones de tierra prerrevolucionaria, ya que eran naciones reconocidas.
Durante la Primera Guerra Mundial unos 300 iroqueses lucharon como aliados de la Gran Bretaña, de los que 260 regresaron. En 1919 el Consejo de Grand River, dirigido por Levi General o Deskaheh (1873-1925) demandó que Iroqua fuese considerada como protectorado británico igual que Tonga o Botsuana, y dirigió la Comisión para el Estatuto y se enfrentó a Duncan Campbell Scott, Comisionado para Asuntos Indios en 1931-1932, y partidario de la asimilación de los indios. Durante el otoño de 1920 lo enviaron a la Corte Suprema de Canadá, pero fue bloqueado. Cuando fueron a la Gran Bretaña, el secretario colonial, Winston Churchill, afirmó que no era competencia suya. 

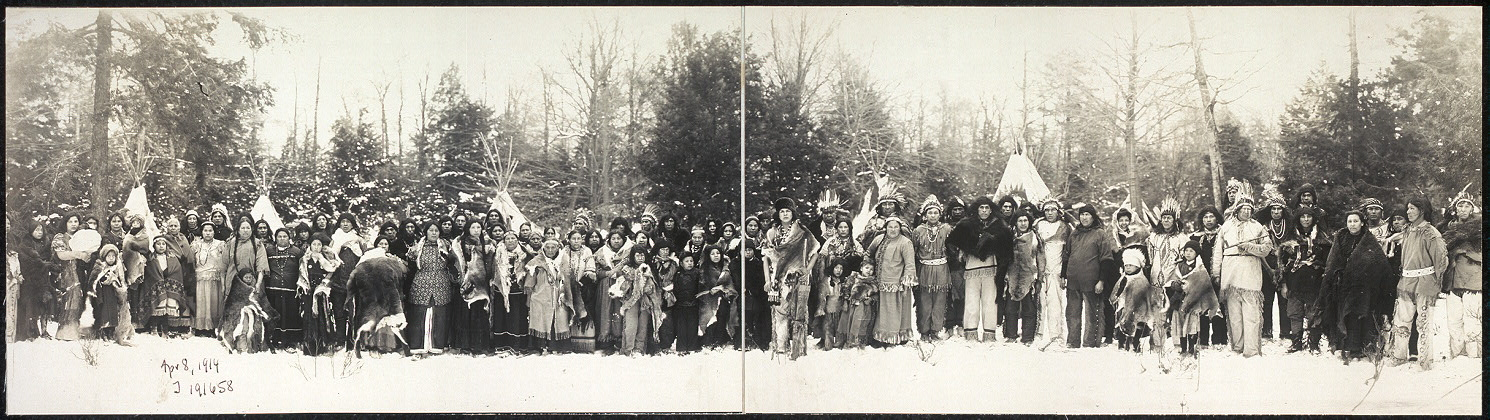
Un grupo de iroqueses en 1914.

En 1922 se iniciaron nuevas conversaciones, pero la Policía Montada atacó las reservas y ocupó Ohswehen. Entonces, Deskaneh fue en 1923 a la sede de la Sociedad de Naciones en Ginebra, viajando con pasaporte iroqués, y presentó el memorial The red man’s appeal for Justice, aportando el Wampum de dos hileras, el pacto más antiguo firmado con europeos. Recibieron apoyo de Persia, Irlanda, Estonia y Panamá, pero en marzo de 1924 todos recibieron presiones británicas y paralizaron su reconocimiento. El 7 de octubre de 1924 la Policía Montada disolvió el Parlamento de las Seis Naciones, robando documentos y wampums y convocando nuevas elecciones. Pero, de los 4.500 electores, tan sólo votaron 27. 
Desde ese momento, organizaron un parlamento en el exilio situado en la Casa Comunal Onondaga de Gran River. El 1959 intentaron nuevamente ocupar el Consejo, pero fueron desalojados a golpes. En las elecciones sólo participaría el 6 %.Deskaheh se retira a la reserva Tuscarora, donde era jefe su amigo Clinton Rickard. Muere enfermo en 1925 y fue enterrado en Grand River. Para evitar la aparición de nuevos líderes, en 1927 los canadienses declaran ilegal que cualquier persona recaudase dinero para las reclamaciones indias. La ley vigente hasta 1951, fue de hecho poco utilizada.
En 1924 los de Nueva York declinaron aceptar la nacionalidad norteamericana afirmando el principio de soberanía; son expertos en leyes y tratados y jamás han abandonado su concepto como "nación igual".
En 1926 Arthur C. Parker, nieto de Ely Parker, recopiló textos de la confederación en el libro La historia de los indios Seneca. Sin embargo trabajaban en condiciones penosas y 33 mohawks morirían en 1907 trabajando en la construcción del Puente de Saint Laurent.
El 12 de junio de 1942, declararon la guerra a las Potencias del Eje en la Segunda Guerra Mundial
En 1957-1959, el Estado de Nueva York tomó 85 acres de cultivo a los tuscarora para el Proyecto Niagara Power Project. También la creación de un pantano en 1961 inunda las tierras seneca (10.000 acres de Alleghany, un tercio de la reserva), y fueron obligados a vender las tierras. Aunque en 1964 recibieron compensaciones por las tierras tomadas por el pantano de Kinava, les intentaron imponer la terminación por referéndum. Las protestas del presidente seneca, George Heron, no sirvieron demasiado. Por otra parte, entre 1954 y 1959 en Saint Laurent, les fueron confiscadas 100 km² de Akwesasne ("Donde la perdiz toca el tambor") y Kahnawake ("Junto a los rápidos"), y construyeron dos embalses y las tierras fueron contaminadas. La alta toxicidad provocó pérdidas en las granjas y en la pesca.
Durante los años sesenta, los iroqueses de EE. UU. fueron dirigidos por el tuscarora Mad Bear Anderson, que en 1967 va a partir de la antigua religión para predicar la paz y el retorno a la pureza antes del fin del mundo, y se va a hacer militante de la AIM, con el cual va a participar en la ocupación de Alcatraz en 1969-70 y más tarde ayudará a las Seis Naciones contra el Estado de Nueva York en conflictos por la tierra.
En 1968 los miembros tribales de Saint Regis protestaron por el bloque del puente continental Lawrence Seaway. En 1971 se produce una marcha hacia la Casa Blanca e intentaron arrestar al secretario de Interior. En 1971 los onondaga reclamaron al Museo de Nueva York los wampums de la confederación. Pero en 1973 fue asesinado en Santa Clara (California) el mohawk Richard Oakes, director de los Indian Studies en el San Francisco State College, miembro del AIM que había participado en Alcatraz y ayudado en Pit River.
Vista la situación en ambos estados, los mohawk restablecieron en 1972 la Rotisjenhrakete (Sociedad de los Guerreros) que se propone expulsar de Kahnawakw a los no indios. En 1974, unos 200 mohawk de St Regis establecieron en Ganienkeh (Nueva York), ante 612 acres de un campamento abandonado entre la bahía Eagle y el lago Moss, al borde las Adirondack, una comunidad agraria autárquica regida según las normas indias, y en 1976 fundaron la revista mensual Akwesasne Notes, donde escribirán indios de todas las naciones. Trabajaron estrechamente con los líderes religiosos de la Casa Comunal y del Consejo de la Confederación en Onondaga. 
Aun así, la Sociedad de los Guerreros perdió influencia en los años 80. En 1982 Ronald Reagan les cortó la financiación, pero les animó a abrir salas de bingo en Akwesasne, lo que fue protestado por los Guerreros, así como el contrabando de cigarrillos entre Akwesasne y Kahnawake. Esto los enfrentaría a los seguidores seneca de Handsome Lake y provocó divisiones. En 1988, 200 policías de Quebec hicieron un raid en Kahnawake bajo la sospecha de contrabando e intentaron clausurar los casinos, en colaboración con el FBI. Entonces el líder de los Guerreros, Ateronhiatakon, organizaría patrullas. El 14 de mayo de 1990 hubo guerra en Akwesasne (País Mohawk) de Saint Regios, donde 800 indios trabajaban en los casinos, por las tensiones entre el Comité Antijoc, de Matthew Ty Pike, y la mafia india del juego. En los intensos enfrentamientos murieron Matthew Pyke y Harold Edwards. 
Por lo que respecta a la reserva de Oka en 1717 consistía en 150 millas cuadradas concedidas por Luis XV rey de Francia a los monjes de San Sulpicio, que comerciaban con madera y tierras de los blancos, cosa que provocaría las protestas del cabo Joseph Onasakenrat en 1869 y la quema de una iglesia. En 1945 fue comprada por el gobierno canadiense y convertida por el gobierno federal en reserva iroquesa. Pero en 1959 el gobierno de Quebec adquiere Les Pines, que engloba Oka, y comienza a cortar los árboles para construir campos de golf. Desde 1961 los mohawk protestaron al Comité Parlamentario canadiense recomendando soluciones, pero este anunciaría que no tenía competencia en reclamaciones anteriores a la fundación de Canadá en 1867.